# 剑侠情缘外传：月影传说
《剑侠情缘外传：月影传说》（以下简称月影传说）是金山软件公司旗下的西山居开发的角色扮演游戏，于2001年7月13日发布。发行当日，既是北京申奥成功，金山公司以此为背景，举行了大型的首发活动。
2003年3月，Falcom宣布在日本代理发行《月影传说》。日版名为《月影のDESTINY》。

## 故事情节
该游戏讲述了主角杨影枫游历江湖，因缘际会下结识四位红颜知己，又因为一本《武道德经》卷入了武林恩怨的故事。
本作剧情的前半段剧情酷似古龙小说圆月弯刀。

## 游戏系统

### 画面
游戏的制作在《剑侠情缘2》之后，由于西山居增加了美工人数，以至《月影传说》的画面比前者更加细腻。

### 音效
《月影传说》的配音继承了之前几代的传统乐曲的特色，同时也吸收了流行乐曲的一些元素。主题曲《爱的废墟》，由金山公司专门请俞静演唱，在玩家中反响不错。游戏的第二张CD即是音轨盘。